# Магницкие
Магни́тские или Магни́цкие — дворянский род, внесён в 3-ю часть дворянской родословной книги Казанской губернии по определению Казанского дворянского депутатского собрания от 20 мая 1888, утвержден указом Герольдии от 30.11.1888.

## Представители рода
- Константин Георгиевич (Егорович), родился в 1813, из духовенства, православного вероисповедания, окончил Казанскую духовную семинарию, в 1837 — священник Знаменской церкви Ядрина, в 1846 переведен в Успенскую церковь Козьмодемьянска, в 1847 — священник села Шуматово Ядринского уезда, кавалер орденов Святой Анны 3 ст., Святого Владимира 4 ст., женат на Агриппине Васильевне, дочери священника (в девичестве — Осмеловская), с 1888 года — потомственный дворянин[2].
- Василий Константинович, родился 03.03.1839, окончил юридический факультет Казанского университета, в 1862 — чиновник Казанской палаты уголовного и гражданского суда, в 1882 — статский советник, вдовец.
- Михаил Константинович, родился 20.03.1841, окончил Чебоксарское духовное училище, надворный советник, старший нотариус Казанского окружного суда, кавалер ордена Святой Анны 3 ст., женат на дочери казанского купца Екатерине Ивановне Егоровой, брак заключен 28.01.1872.
- Иван Константинович, родился 06.01.1856, окончил Псковское землемерное училище со званием частного землемера 2 разряда, коллежский регистратор, женат.
- Константин Константинович, родился 15.05.1859, окончил Казанский университет, в 1886—уездный врач, в 1887 — сверхштатный ординатор при акушерской клинике Казанского университета, коллежский советник.